# 圆舟蜑螺
圆舟蜑螺（学名：Neritina crepidularia），是原始腹足目蜑螺科河蜑螺属的一种。主要分布于台湾，常栖息在红树林及河口的石头上。